# Hizuvanahalli, Malur
Hizuvanahalli là một làng thuộc tehsil Malur, huyện Kolar, bang Karnataka, Ấn Độ.